# Anja Kempe (Künstlerin)
Anja Kempe (* 1973 in Urach) ist eine deutsche Künstlerin.

## Leben
Kempe studierte von 1994 bis 1997 Politikwissenschaften, empirische Kulturwissenschaften und Französisch an der Eberhard-Karls-Universität Tübingen. Darauf folgte ein Studium der Medienkunst an der Hochschule für Gestaltung am Zentrum für Kunst und Medien (ZKM), Karlsruhe (1997–2000) und der Kunsthochschule für Medien, Köln (2000–2003). In den folgenden Jahren erhielt sie mehrere Stipendien und Förderpreise und arbeitete als freischaffende Künstlerin. Von 2007 bis 2013 arbeitete sie als künstlerische Mitarbeiterin im Studiengang Medienkunst an der Hochschule für Grafik und Buchkunst Leipzig. 2014 erhielt Kempe einen Lehrauftrag im Studiengang Medienkunst an der Hochschule für Grafik und Buchkunst, Leipzig. Seit 2017 ist sie Professorin für Fotografie/Medien an der Hochschule der bildenden Künste Essen.

## Ausstellungen (Auswahl)

### Einzelausstellungen
- 2003: Privat, Galerie Lopata, Köln
- 2006: Mehrwert 112, Interfood-Vitrine, Aachen
- 2007: America is waiting for us, but, Kunstraum BLAST, Köln
- 2008: Palais, Maxim, Köln
- 2009: Säulenwald, Kunstverein Schwäbisch Hall
- 2010: BliekbüsseBlickwechsel', Kultursekretariat Gütersloh, Rheine
- 2012: Der sterbende Schwan (live), 10 qm, Köln
- 2012: Oblique mit Denis Luce, Kuhturm, Leipzig
- 2013: Open Studios, ISCP, New York, USA
- 2015: fifty-fifty Galerie Ursula Walter, Dresden
- 2016: The Inner Grid, Pepper House, lochi, Indien

### Gruppenausstellungen
- 1998: Plastik und Multimedia, Kunstbunker Tumulka, München
- 2002: White Cube, Bergen, Norwegen
- 2004: Feel -taktile Medienkunst, z33, Hasselt, Belgien
- 2004: Trendwände, Kunstraum Düsseldorf
- 2006: CBGB'S zieht nach Las Vegas, Maxim, Köln
- 2006: Ivan Baschang/Anja Kempe; Kunststiftung Baden-Württemberg, Stuttgart
- 2006: Reservoir X, Großer Wasserspeicher, Berlin
- 2007: Feedback -audiovisuelle Perspektiven, Kunstverein Pforzheim
- 2009: Inside Out, Deutsche Kulturtage in Makedonien
- 2009: Mondo Salami, Kunstraum geh8, Dresden
- 2009: Quint & Giddens, Tapetenwerk, Leipzig
- 2010: (Don't) Merchandise me, Schloss Solitude und Kunststiftung Ba-Wü, Stuttgart
- 2010: Neue Bewirtschaftung, Magistrale 2010, Berlin
- 2012: Leistung! -Kraft, Spiel und Zerstreuung, Kunstverein Leipzig
- 2012: Meta Empire, Daegu Youth Art Project, Korea, 2012
- 2013: The Lost November Saloon, Heavy Refuge Gallery, New York
- 2014: Origami, Künstlermesse Dresden, 2014
- 2014: WIN/WIN -Ankäufe der Kulturstiftung des Freistaates Sachsen, Halle 14, Leipzig
- 2015: Object ls Mediation And Poetry..., GRASSI Museum für Angewandte Kunst, Leipzig
- 2016: An der Reihe, Sichtbetonung 10, Zentralwerk, Dresden
- 2016: Bahnen, Geh8, Dresden
- 2016: Die Zumutung, Kabinett, Dresden
- 2016: The Inner Grid, Goethe-Institut/Max Mueller Bahvan, Bangalore, Indien

## Preise & Stipendien
- 2003: Preisträgerin des digital sparks award der Forschungsgruppe MARS am Fraunhofer-Institut für Medienkommunikation in St. Augustin
- 2004: Goldrausch Künstlerinnenprojekt art IT, Berlin
- 2004: Kulturförderstipendium der westfälischen Wirtschaft
- 2004: Stipendiatin der Kunststiftung Baden-Württemberg
- 2006: Förderpreis des Landes Nordrhein-Westfalen für junge Künstlerinnen und Künstler in der Sparte „Medienkunst“
- 2008: Stiftung Kunstfonds Katalogförderung für Ausstellungsraum Maxim
- 2013: ISCP – International Studio and Curatorial Program New York, gefördert von der Kulturstiftung des Freistaates Sachsen
- 2016: BangaloResidency, Kochi-Muziris Biennale Foundation / Pepper House und Goethe-Institut / Max Mueller Bhavan Bangalore

## Publikationen
- l0qm Kunstprojekt im öffentlichen Raum Köln: Frank Bölter, Uschi Huber, Anja Kempe, Stefanie Klingemann, Katerina Kuznetcowa & Alexander Edischerow, Diane Müller, Michael Pohl & Peter Schloss, PUBLIK.ORG, Pepper & Woll. Köln, 2013
- Kultursekretariat NRW Gütersloh: Blickwechsel NRW. Kerber Art, Bielefeld, 2010
- Museum Schloss Moyland: Kempe/Kutter/Tonagel -Moving Days. Im Auge des Klangs II -The Eye of Sond II. Sammlung van der Grinten, Joseph Beys Archiv des Landes Nordrhein-Westfalen, Bedburg-Hau 2008
- Max im: Kunst und Babys. A-Musik, Köln, 2008
- Kultur- und Sportamt Bietigheim-Bissingen -Städtische Galerie: Horne Stories -Zwischen Dokumentation und Fiktion. Verlag für moderne Kunst Nürnberg, 2007
- ngbk: Präkere Perspektiven, Informationen aus der Tiefe des unsicheren Raumes, Reader zur Diskussionsreihe organisiert von Burbaum, Kasböck, Kriegerowski, Leitner, Veihelmann. ngbk, Berlin, 2006
- Goldrausch Künstlerinnenprojektart IT: Anja Kempe. Frauennetzwerk Berline.V., Berlin 2004
- RealismusStudio: tainment, Spielformen der Bewusstseinsindustrie. ngbk, Berlin, 2004
- Ulrike Bergermann, Elke Bippus, Marion Herz, Helene von Oldenburg, Claudia Reiche, Andrea Siek, Jutta Weber: Eingreifen. Viren, Modelle, Tricks. Thealit Frauen.Kultur.Labor, Bremen, 2003
- Kunsthochschule für Medien: Bingo. Katalog Art Cologne, Köln 2003
- Gerfried Stocker, Christine Schöpf: UNPLUGGED -Kunst als Schauplatz globaler Konflikte. Ars Electronica, Linz, 2002